# Кервалд
Кервалд (пол. Kierwałd, нім. Kehrwalde) — село в Польщі, у гміні Можещин Тчевського повіту Поморського воєводства.
Населення — 205 осіб (2011).
У 1975-1998 роках село належало до Гданського воєводства.

## Демографія
Демографічна структура станом на 31 березня 2011 року:
|          | Загалом | Допрацездатний вік | Працездатний вік | Постпрацездатний вік |
| -------- | ------- | ------------------ | ---------------- | -------------------- |
| Чоловіки | 100     | 30                 | 64               | 6                    |
| Жінки    | 105     | 37                 | 50               | 18                   |
| Разом    | 205     | 67                 | 114              | 24                   |